# Ciobănesc caucazian
Ciobănescul caucazian (în rusă кавказская овчарка) este o rasă de câine de talie mare, cu constituție robustă, aproape masivă. Se adaptează ușor la condiții climatice variate, este rezistent și nepretențios, astfel încât este utilizat în aproape toate regiunile fostei Uniuni Sovietice. Câine activ, cu psihic puternic, are un instinct de apărare puternic dezvoltat, ferocitatea și neîncrederea față de străini fiind o caracteristică recunoscută.

## Generalități
Ciobanescul caucazian este un câine de munte, puternic, catalogat drept cea mai eficientă rasă pentru pază și apărare. Aflat printre cele mai mari rase, alături de Saint Bernard și Ciobănesc de Asia Centrală, este și cel mai agresiv, ceea ce face din el uriașul potrivit pentru îndepărtarea intrușilor.
Ciobănescul caucazian este una dintre primele rase de câini a cărui origine se pierde în trecutul nebulos.

Dacă acceptăm teoria marelui Konrad Lorenz despre descendența câinelui din șacal și lup, atunci Ciobănescul caucazian este cel mai strălucit reprezentant al celui din urmă, moștenind de la acesta independență, iubire față de libertate, curaj și agresivitate. Fără îndoială, strămoșul direct a Ciobănescului Caucazian este Mastifful de Tibet, descris în 1845 de Youatt William. După ce au emigrat din est, câinii străbuni s-au extins pe teritorii mari fiind utilizați pentru luptă și pază la oi.

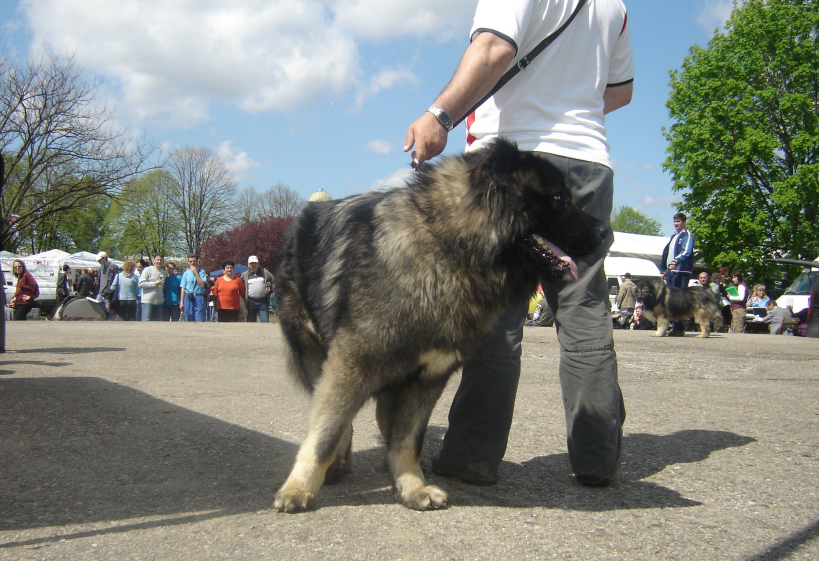
O caracteristică fizică a rasei sunt urechile cupate

Până la începutul secolului XX, odată ce umanitatea a început să dezvolte transportul, comunicațiile și noile echipamente tehnologice, caucazienii trăiau relativ izolați astfel câinii lor și-au păstrat aceleași caracteristici prezente și în ziua de azi.
Acum 150 de ani însă începea cucerirea Caucazului de către Rusia.
La această dată Ciobăneștii Caucazieni au început să fie folosiți la paza unităților militare, atât celor rusești cât și celor turcești dar și în luptă, în timpul războiului ruso-turc. În armata rusă acești câini au fost introduși, printr-un ordin special, pentru protecția tuturor fortărețelor implicate în operații militare (campania 1765-1774).

În 1930 la Nürnberg sunt prezentați pentru prima dată într-o expoziție trei Ciobănești caucazieni, câștigând un renume mondial fiind numiți de către presă „Giganții Roșii”. Însă în anii următori a început o deteriorare a rasei din cauza deportărilor violente care au avut loc în Caucaz, rezultând încrucișări nesupravegheate, și scăderea numărului de exemplare cauzate de Al Doilea Război Mondial. Din fericire Ciobănescul caucazian nu a avut soarta Ciobăneștilor mongoli sau kirghizi, iar cu ajutorul chinologilor ruși (Ilina, Bogolyubsky, Vaysman, Mazover) s-a reușit prezervarea rasei.
În 1954, părintele chinologiei sovietice, A.P. Mazover,a împărțit rasa în trei tipuri:

-tipul georgian (puternic, spectaculos, înalt, păr lung formând coamă și franjuri bogate pe membre și pe coadă)

-tipul armean (mai scund decât cel georgian, păr lung formând coamă și franjuri, colorit gri cu sau fără pete, chiar tigrat)

-tipul azer (de stepă-înalt, corp plin, musculatură plată, păr scurt, colorit variat; și montan-asemănător cu cel georgian, mască neagră și colorit roșcat sau arămiu).
Mari centre pentru creșterea Ciobănescului caucazian sunt în: Sankt Petersburg, Dnipro, Kiev, Moscova, Donețk, Perm, Ivanovo, etc.Cea mai cunoscută canisă era "Red Star". Între anii 1993-1995 rasa a devenit foarte populară lucru ce a dus la multiplicări necontrolate dar și de această dată rasa a supraviețuit datorită proprietățiilor ei unice: viabilitate și vitalitate ereditară.

## Denumire

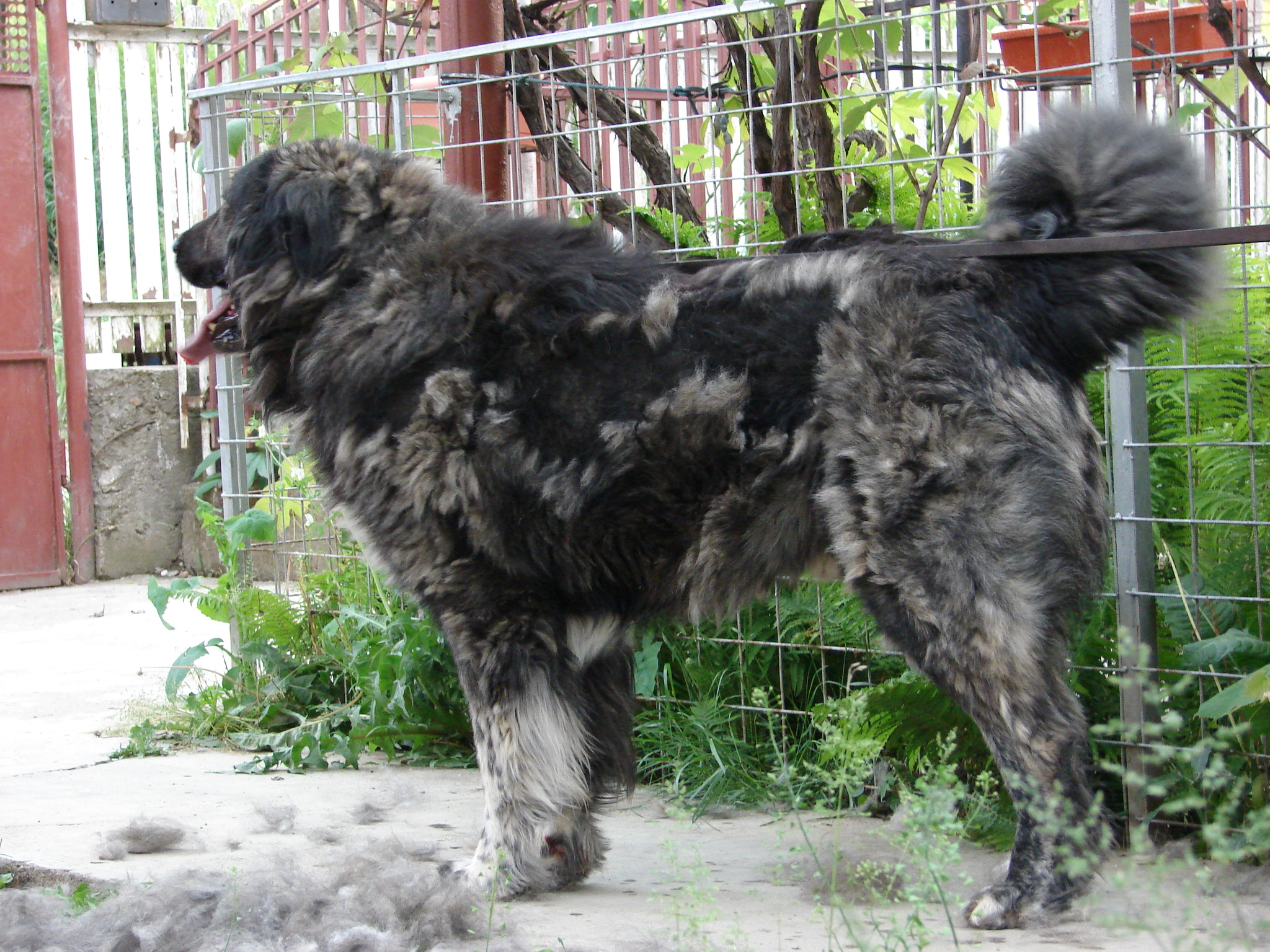
Perioadă de năpârlire

Ceea ce trebuie clarificat este faptul că acești câini nu sunt ciobănești (Schaferhunde,-germ.) precum Ciobănescul German, Scottish, Shelti, etc - câini de origine europeană, care nu au un astfel de istoric, fiind produși prin intervenția omului cu scopul de a controla turma (acest tip de activitate necesitând un câine obedient cu o statură medie și corp mobil)-, ci câini de ciobani (Hirtenhunde-germ., Shepherd dogs-engl.) care au o origine mult mai veche, având menirea de a apăra turma de prădători (inclusiv oameni),-selecția făcându-se natural și fiind caracterizați printr-o statură impozantă, agresivitate și independență. Numele băștinaș este Volkodav (câinele lup), dar în Rusia este cunoscut sub diminutivul ovcharka (овчарка,-rus) care înseamna pe undeva câinele ciobanului.

## Alimentația
Hrănirea Ciobănescului Caucazian reprezintă un eveniment zilnic prin care stăpânul își ia angajamentul de lider alfa și asigură cu responsabilitate o alimentație adecvată câinelui. Deoarece câinele este o specie înrudită cu lupul (Canis lupus), el este preponderent carnivor. Pe lângă alimentele de origine animală: carne de vită, porc, pui, cal, gâscă, curcan, oaie, miel și pește dezosat (în cantități nu foarte mari), se recomandă și o serie de legume (atenție la cele toxice pentru câini, de exemplu ceapa) cum ar fi roșii, salată, spanac, cartofi (fierți în coajă și pisați), morcovi (rași), țelină, pătrunjel, fasole verde și varză (nu foarte des).

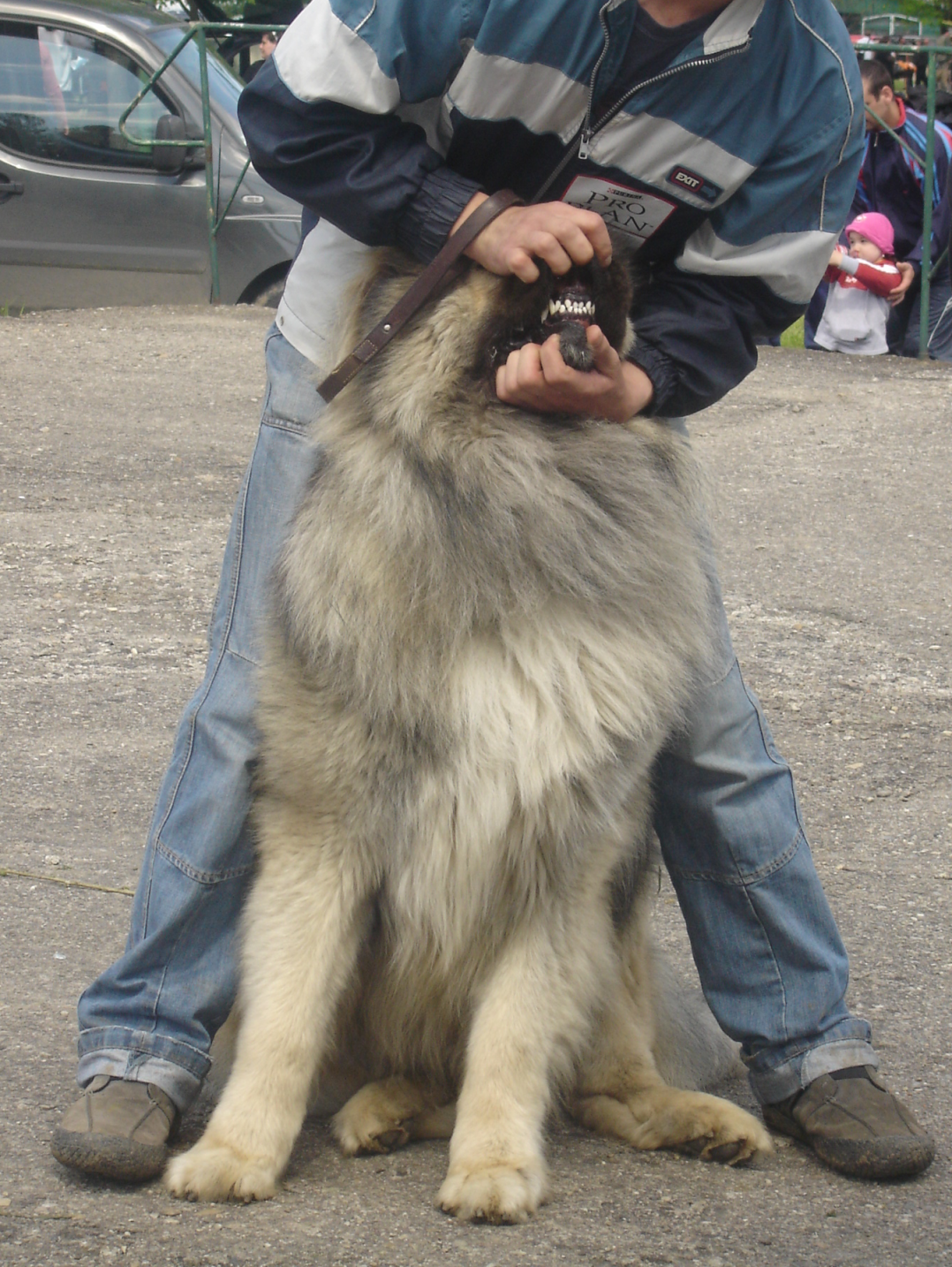
Mușcătura trebuie să fie „în foarfece”

Pentru a completa sursa de proteine, aminoacizi și carbohidrați sunt foarte recomandabile organele de porc și vită (ficat, rinichi, plămâni), pastele făinoase, ouă (de preferat fierte), cereale, lapte, brânza și fructe (ocazional). Oasele reprezintă și ele o sursă favorabilă de calciu însă ele trebuie să fie de proveniență cabalină sau de vită, fără așchii și cu măduvă destulă.
Hrana administrată trebuie să fie bine fiartă, pentru omogenizare, iar rația trebuie suplimentată în funcție de nivelul de activitate a câinelui. La puii de Ciobănesc Caucazian tainurile vor fi șapte la număr (la patru luni) scăzând treptat la trei, până la vârsta de doi ani (stadiul de maturitate). Pentru a păstra pofta de mâncare și sănătatea câinelui sunt necesare zilnic minim 30 minute de plimbare în zone cu aer curat (pădure, pajiște, munte, parc). Apa trebuie să fie la discreție.
Suplimentele nutritive (calciu, magneziu, fosfor, fier etc.) se pot administra în perioada de creștere a câinelui, la recomandarea medicului veterinar. O alimentație bazată pe produse comerciale (majoritatea tratate cu chimicale) este de evitat, (duc la diverse boli de piele, alergii, constipație), acestea fiind în discordanță cu dieta unui adevărat câine de munte.

## Boli, afecțiuni și defecte
Ciobănescul caucazian este o rasă foarte rustică care nu suferă de boli grave. Însă probleme pot apărea la șold (displazia de șold), la ochi (heterocromie oculară~pleoape inferioare foarte căzute), la stomac (dilatație-torsiune de stomac) și mai rar maladia cotului.

Defecte considerate foarte grave sunt:
- câine fricos sau prietenos cu străinii, apatic
- culoare de fond aproape neagră cu pete roșcate
- talie: masculi-sub 68 cm,femele-sub 64 cm
- absența subpărului
- cap ușor sau îngust, labe plate sau cu degete foarte depărtate, dinți mici, incisivi implantați neregulat, diverse deviații ale membrelor

## Galerie imagini

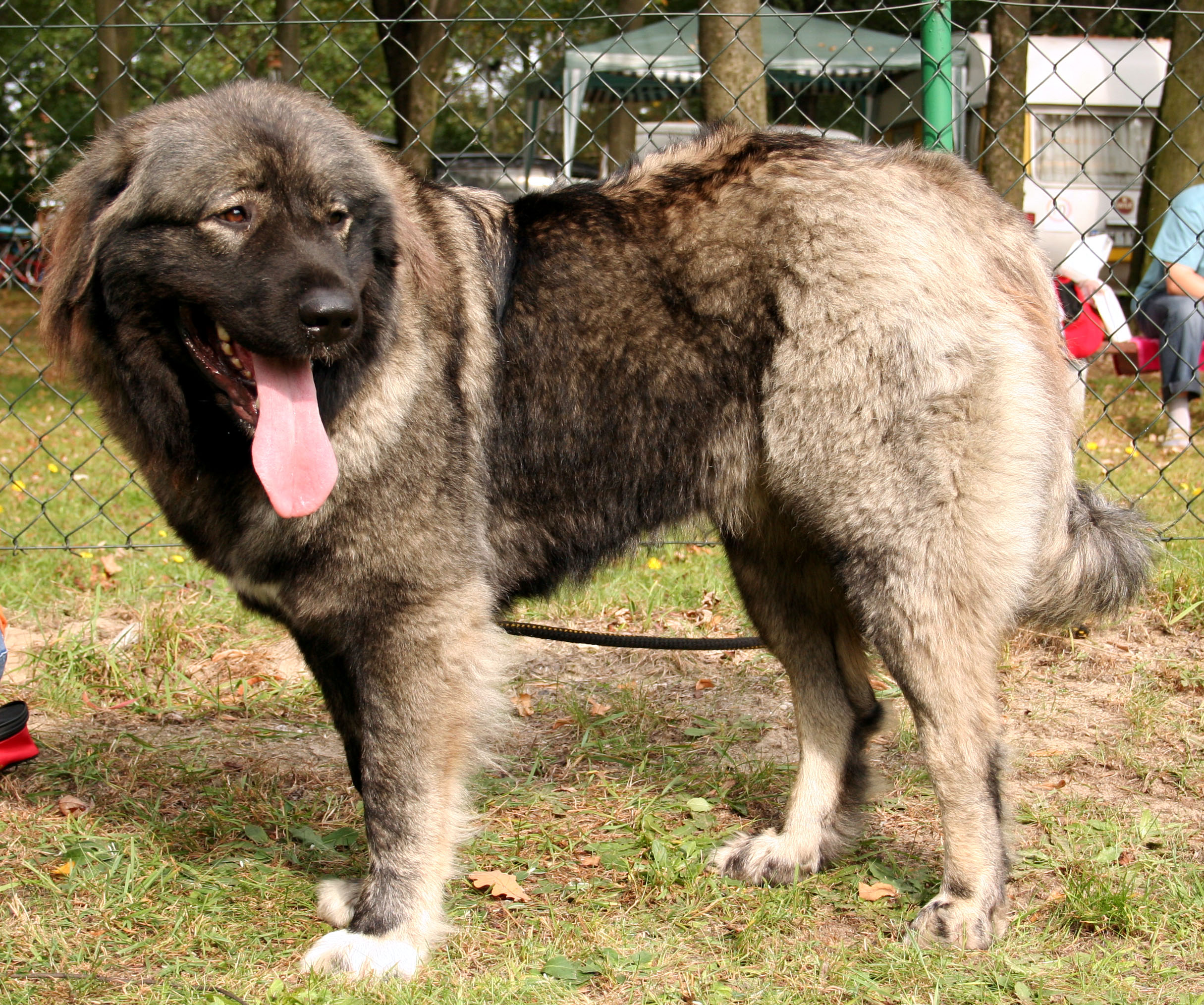
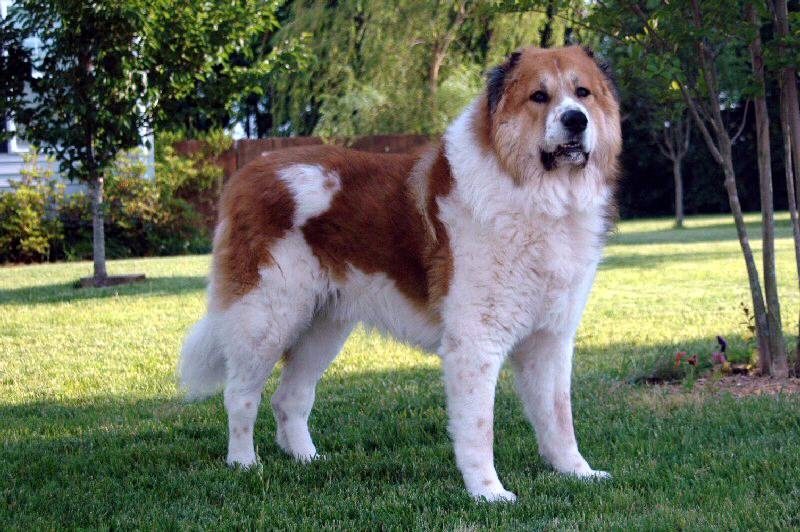